# Nadelaia ficus
Nadelaia ficus är en stekelart som beskrevs av Boucek 1993. Nadelaia ficus ingår i släktet Nadelaia och familjen puppglanssteklar. Inga underarter finns listade i Catalogue of Life.